# Société d'émulation de l'arrondissement de Montargis
La Société d'émulation de l'arrondissement de Montargis est une société savante française qui, à l'instar des autres sociétés d'émulation, a pour but de valoriser la culture locale et l'histoire locale et l'archéologie.

## Histoire
La société d'émulation est fondée le 1er janvier 1853 par six notables montargois à l'initiative du sous-préfet baron de Girardot et du maire, le docteur Ballot.
Sa première ambition est la création et l'enrichissement futur d'un musée dans la ville de Montargis.

## Éditions
La société édite notamment depuis 1853 le Bulletin de la société d'émulation de l'arrondissement de Montargis, un journal dans lequel elle publie ses travaux.